# Kim Dae-yong
Kim Dae-yong (* 12. Juni 1982) ist ein südkoreanischer Fußballschiedsrichter. Er ist seit 2012 K-League- und FIFA-Schiedsrichter. Er pfeift Spiele der K League Classic, der K League Challenge und Freundschaftsspiele.